# Justinian I.

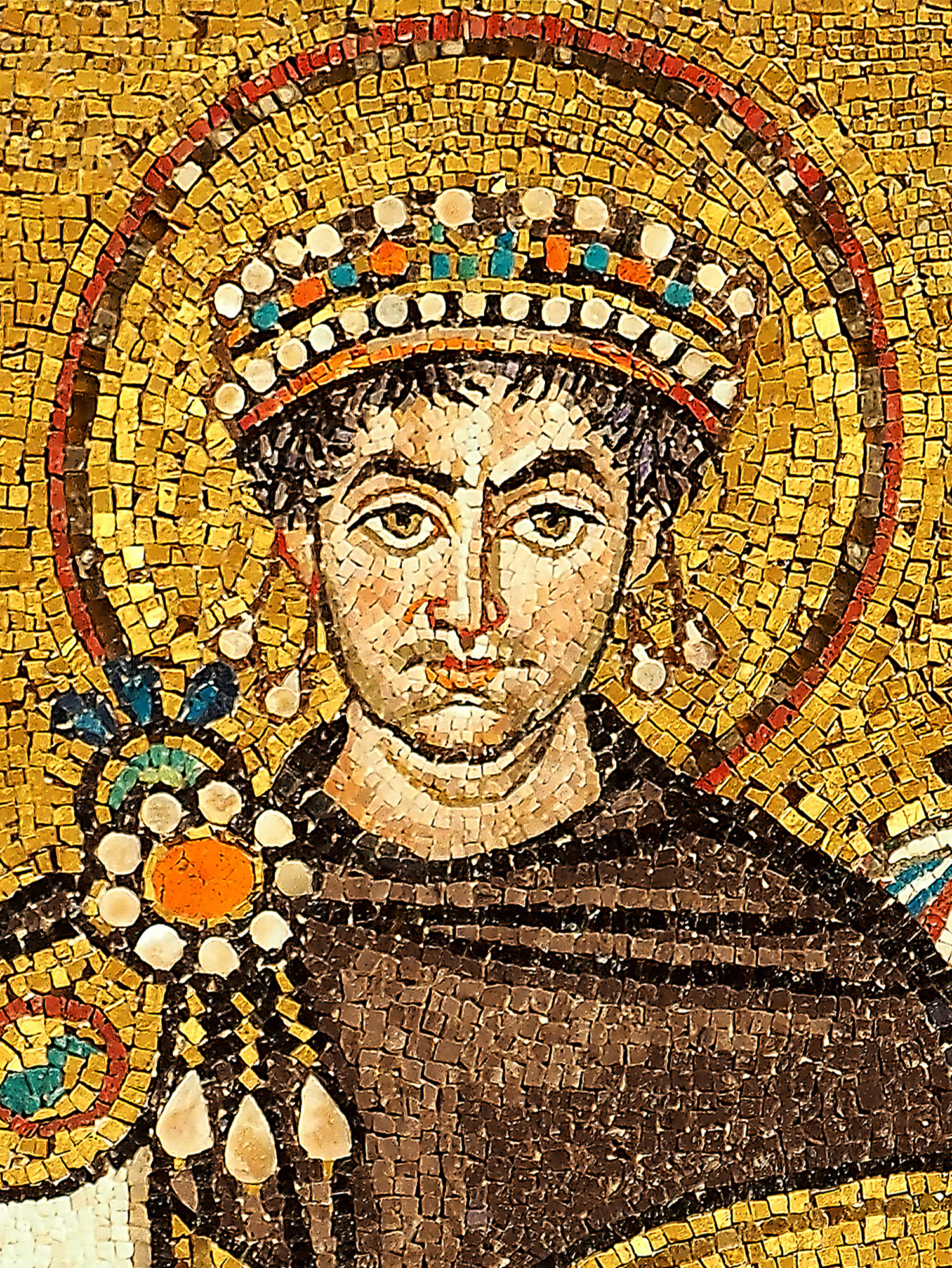
Justinian I., Mosaikdetail aus der Kirche San Vitale in Ravenna.

Justinian, altgriechisch Ἰουστινιανός, lateinisch Iustinianus, in seinen Konsulardiptychen aus dem Jahre 521 als Flavius Petrus Sabbatius Iustinianus belegt (* um 482 in Tauresium; † 14. November 565 in Konstantinopel), war vom 1. April (als Mitkaiser) bzw. 1. August 527 bis zu seinem Tod römischer Kaiser. In manchen orthodoxen Quellen wird er als Heiliger bezeichnet, im offiziellen kirchlichen Synaxarion jedoch nicht als Heiliger geführt.
Justinian gilt als einer der bedeutendsten Herrscher der Spätantike. Seine lange Regierungszeit markiert eine wichtige Phase im Übergang vom antiken Imperium Romanum zum Byzantinischen Reich des Mittelalters. Für das sich unter ihm anbahnende Ende der Antike stehen die von ihm befohlene Schließung der neuplatonischen Philosophenschule in Athen 529 und die faktische Abschaffung des altrömischen Amts des Konsuls im Jahr 542. Andererseits gelang es ihm in langen Kriegen gegen Ostgoten und Vandalen, weite Teile des inzwischen untergegangenen Weströmischen Reichs wieder unter direkte kaiserliche Kontrolle zu stellen, nachdem diese Gebiete im Verlauf der in der älteren Forschung sogenannten Völkerwanderung unter germanische Herrschaft bzw. Verwaltung mit bloß noch formeller (ost-)römischer Oberhoheit geraten waren. Im Osten sah sich das Reich zu seiner Zeit in schwere, wechselvolle Kämpfe mit den persischen Sassaniden verwickelt. Prägende Bedeutung gewann Justinian für die Rechtsgeschichte, da er die Kompilation des römischen Rechts, das später so genannte Corpus Iuris Civilis, in Auftrag gab.

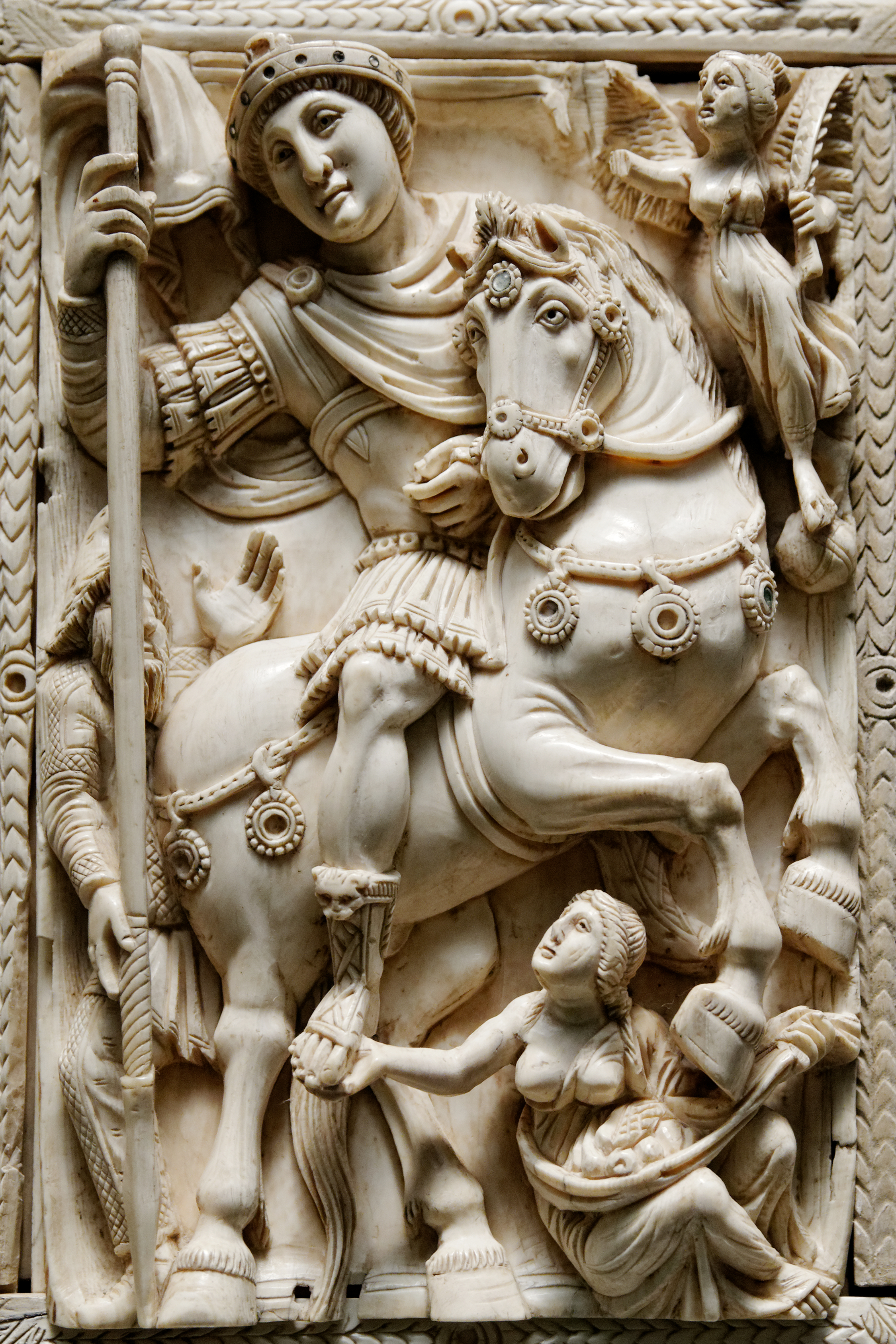
Sogenanntes Barberini-Diptychon mit der Darstellung eines oströmischen Kaisers, höchstwahrscheinlich Justinian, als triumphator omnium gentium

Das Kaisertum erfuhr während seiner Regierung eine immer stärkere Sakralisierung. Dies zerstörte die letzten Reste der einst vom Prinzipat geschaffenen Fiktion, dass der Kaiser nur ein primus inter pares sei. Die wichtigste erzählende Quelle für die Zeit Justinians sind die Werke des Geschichtsschreibers Prokopios von Caesarea, der die Politik des Kaisers teils lobte, teils heftig kritisierte.

## Allgemeines zur Person Justinians
Justinian war ein ungefähr 482 geborener Bauernsohn aus dem Dorf Tauresium (heute Taor in der Republik Nordmazedonien) in der Prätorianerpräfektur Illyrien. Meist nimmt man an, sein Geburtsname sei Petrus Sabbatius gewesen, doch wurde dies jüngst bezweifelt. Der Name seines Vaters, Sabbatius, wird oft als Anzeichen für einen illyrischen oder thrakischen Ursprung der Familie interpretiert; dies ist jedoch problematisch. Justinians Muttersprache war das Lateinische. Tauresium gehörte zum Zuständigkeitsbereich des Bischofs von Rom; beides waren wohl Gründe für Justinians starke Westorientierung. Prokopios wirft dem Kaiser zwar fehlerhaftes Griechisch vor, tatsächlich aber war er belesen und gebildet. Johannes Malalas schreibt wohl zutreffend: „Beim Sprechen des Griechischen machte er manchen Fehler, doch schreiben konnte er es mit großer Leichtigkeit.“ Zeitlebens war der soziale Aufsteiger Justinian Anfeindungen von Seiten der senatorischen Elite ausgesetzt.

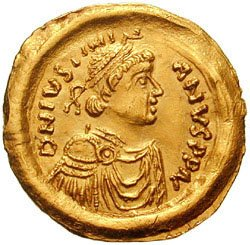
Tremissis mit der lateinischen Legende DN IVSTINIANVS PP AV (Dominus noster Iustinianus perpetuus Augustus, „Unser Herr Justinian, immerwährender Augustus“)

Justinian war ein Neffe des späteren Kaisers Justin I., der seit etwa 470 im Heer Kaiser Leos I. und später unter Zenon und Anastasius Karriere machte. Sein Onkel holte ihn in die Hauptstadt Konstantinopel, ermöglichte ihm eine gute Ausbildung, adoptierte ihn vor 520 und baute ihn nach seiner Thronbesteigung (518) wohl früh zum Nachfolger auf. Schon zu Lebzeiten seines Onkels hatte Justinian nach Ansicht der meisten Forscher großen Einfluss auf die Reichspolitik. Diese traditionelle Sichtweise wurde jüngst jedoch bestritten, und wenigstens für die frühen Jahre sollte man die Rolle Justinians wohl nicht überbewerten. Fest steht aber, dass er nach 518 rasch Karriere machte: 519 wurde Justinian zum comes ernannt, 521 wurde er magister equitum et peditum praesentalis und bekleidete sein erstes Konsulat (drei weitere folgten: 528, 533 und 534). Seit 525 trug er vermutlich den Titel Caesar und galt damit wohl offiziell als Thronerbe. Am 1. April 527 wurde er schließlich zum gleichrangigen Mitkaiser (Augustus) erhoben; die Zeremonie fand ungewöhnlicherweise nicht öffentlich, sondern im Palast statt, auch wenn Justinian laut Johannes Zonaras anschließend im Hippodrom auch die Akklamation durch das Volk entgegennahm. Am 1. August stieg er dann nach Justins Tod zum Alleinherrscher auf. Er war seit 524 oder 525 mit der ebenfalls aus einfachsten Verhältnissen stammenden Theodora verheiratet, die 527 den Titel Augusta erhielt und laut einigen Quellen einen großen Einfluss auf Justinian gehabt haben soll. Die Ehe blieb ohne Nachkommen (mindestens ein Kind starb unmittelbar nach der Geburt). Justinian hatte mehrere Vettern; der bedeutendste war Germanus, der auch ein talentierter Feldherr und wichtiger Vertrauter Justinians war.
Justinian starb am 14. November 565 in Konstantinopel, wo er sich fast seine gesamte Regierungszeit hindurch aufgehalten hatte. Das Chronicon Paschale überliefert in diesem Zusammenhang eine Beschreibung seines Aussehens, die als zeitgenössisch gilt: „Untersetzt, aber mit breitem Brustkorb, blass; mit dünnem Haar und einer Stirnglatze, einem runden, gutaussehenden Gesicht mit rötlichen Wangen, stets leicht lächelnd; mit graumeliertem Haar und einem nach römischer Sitte glattrasierten Kinn, einer wohlgeformten Nase und heller Haut.“ Nach dem Tod des Kaisers, der keinen Mitherrscher ernannt hatte, drohte zunächst ein Machtkampf zwischen zweien seiner Neffen, beide mit Namen Justin: dem General Justin, einem Sohn des Germanus, und dem Chef der Hofhaltung, dem späteren Kaiser Justin II. Letzterer konnte sich schließlich durchsetzen; er ließ seinen Rivalen bald darauf ermorden.
Laut dem Augenzeugen Niketas Choniates wurde Justinians Grab in der Apostelkirche im April 1204 von Kreuzrittern geplündert, wobei der Leichnam des Kaisers damals noch ungewöhnlich gut erhalten gewesen sein soll.

## Außenpolitik

Das Römische Reich bei Justinians Tod 565

### Allgemeines
Im Verlauf des 5. Jahrhunderts war der Westen des Imperium Romanum der direkten kaiserlichen Kontrolle entglitten. 476/80 war das weströmische Kaisertum erloschen, und da West- und Ostrom formal niemals zwei voneinander getrennte Staaten gewesen waren (siehe Reichsteilung von 395), lag die Herrschaft über das Gesamtreich fortan beim einzig verbliebenen Augustus in Konstantinopel. Aus Sicht Justinians handelte es sich bei seiner Westpolitik also im Grunde nicht um Außenpolitik, denn die (ost-)römischen Herrscher hatten ihre Ansprüche auf das Westreich seither nie aufgegeben. Sie wurden von fast allen gentilen Reichsbildungen auch tatsächlich formal als Oberherren anerkannt, doch agierten die reges des Westens de facto weitgehend unabhängig vom Willen Ostroms. Justinian, der als letzter römischer Kaiser Latein als Muttersprache sprach, gab sich mit diesem Zustand nicht zufrieden und strebte die Wiederherstellung der faktischen Herrschaft des Kaisers über die ganze spätantike Oikumene an (Restauratio imperii). Während seiner Regentschaft wurden daher große Gebiete im Westen des alten Imperium Romanum mit militärischer Gewalt unterworfen.
Ob diese Offensiven bereits von langer Hand geplant waren, ist in der Forschung umstritten. Eine bereits längerfristige Konzeption, die früher allgemein angenommen wurde, wird in den letzten Jahren vermehrt bezweifelt; vielmehr habe man erst nach den unerwartet raschen Erfolgen von Justinians Feldherr Belisar über die Vandalen im Jahr 534 begonnen, weiterreichende Ziele im Westen zu verfolgen. Die Kriege Justinians wurden besonders von dem Zeitgenossen Prokopios von Caesarea in seinem acht Bücher umfassenden griechischen Geschichtswerk (Bella oder Historien) eingehend geschildert.
Im Rahmen der Eroberungen im Westen unter Justinian ist die Armee allerdings an die Grenzen ihrer Kapazitäten gelangt. In diesen Jahren, in denen oströmische Truppen sowohl in Italien (von 535 bis in die frühen 550er Jahre) als auch ab 540 (nachdem der Perserkönig Chosrau I. ins Imperium eingefallen war) an der Ostgrenze in schwere Kämpfe verwickelt waren, scheint die Hofarmee die meisten ihrer Einheiten an die verschiedenen Feldarmeen abgetreten zu haben (diese Verbände unterstanden jeweils einem magister militum), denn nach 551 sind ihre Truppen nicht mehr nachweisbar. Als 559 die Kutriguren vor Konstantinopel auftauchten, musste hastig eine Verteidigung improvisiert werden.

### Perserkriege
Das Hauptaugenmerk der oströmischen Politik lag allerdings nicht auf dem Westen, sondern auf dem Osten, wo die Römer bereits seit drei Jahrhunderten dem mächtigen persischen Sassanidenreich gegenüberstanden. Justinians erster Perserkrieg war dabei ein Erbe aus der Regierungszeit seines Vorgängers Justin I.; seit 526 wurde gekämpft. In Mesopotamien konnte Belisar 530/531 als neuer magister militum per Orientem erste Erfolge erzielen (Schlacht bei Dara), musste aber auch Niederlagen erleiden (wie 531 in der Schlacht von Callinicum). Den Sieg bei Dara ließ der Kaiser unter anderem durch die Errichtung eines heute verlorenen Reiterstandbildes feiern; die von seinem damaligen praefectus praetorio Flavius Iulianus verfasste Inschrift ist überliefert (Anthol. Palat. 16,63); sie preist den Kaiser dafür, die „Meder [d. h. hier die Perser] niedergemacht“ zu haben. 531 ließ Justinian eine große Siegesfeier abhalten, um sich der Erfolge über Perser und Protobulgaren zu rühmen. In Wahrheit aber endete der Krieg ohne einen eindeutigen Sieger. Mit dem neuen sassanidischen Großkönig Chosrau I. schloss Justinian Ende 532 ein von recht hohen (aber einmaligen) Zahlungen an die Perser begleitetes Abkommen, den „Ewigen Frieden“. Diese Ruhe im Osten machte Justinians anschließende Westpolitik erst möglich, da die Ressourcen Ostroms bereits stark beansprucht waren.
540 brachen die Kämpfe allerdings erneut aus, als der Perserkönig den Frieden brach. Laut Prokopios stand dahinter die Sorge Chosraus, dass ein erneuertes Römerreich stärkere Ressourcen gegen Persien mobilisieren könne; eventuell spielte auch ein ostgotisches Hilfegesuch an Persien eine Rolle. Der Hauptgrund für den persischen Angriff dürfte aber wohl einfach in der günstigen Lage zu sehen sein: Chosrau I. suchte militärischen Ruhm und brauchte Geld, und da das römische Syrien nur schwach verteidigt war, wollte er vermutlich einfach einen Plünderungszug unternehmen und danach wieder Frieden schließen. Überdies brach um diese Zeit die Macht der Hephthaliten, die Persien im Nordosten bedroht hatten, zusammen, so dass Chosrau gegenüber Rom die Hände frei hatte.
Justinian scheint bereits 539 von den Angriffsplänen gewusst zu haben, konnte aber angesichts des Gotenkriegs nicht rechtzeitig Truppen an den Euphrat entsenden – versprochene Verstärkungen trafen nur in sehr geringer Zahl ein. Germanus wurde mit nur 300 Mann nach Antiochia am Orontes geschickt und konnte dort auch nichts ausrichten. Belisars Nachfolger im Orient, der magister militum Buzes, musste mit den lokalen römischen Truppen operieren, die der großen persischen Armee zahlenmäßig weit unterlegen waren; er zog sich auf eine Verteidigungsstellung bei Hierapolis zurück und wartete ab. Die bedeutendsten Städte der Region unterwarfen sich Chosrau. Die größte Katastrophe für die Römer war dann zweifellos die Eroberung, Plünderung und anschließende Zerstörung der Weltstadt Antiochia, wobei Chosrau gewaltige Schätze und zahlreiche Gefangene nach Persien überführte, wo sie in einer eigenen Stadt nahe Ktesiphon angesiedelt wurden. Chosrau soll außerdem ein rituelles Bad im Meer genommen und dem Sonnengott geopfert haben. Andere Städte hatten mehr Glück als Antiochia und konnten sich freikaufen oder hielten den persischen Angriffen stand. In Apameia am Orontes, das ihm die Tore öffnete, ließ der König Wagenrennen durchführen und präsentierte sich dabei in kaiserlicher Pose, was eine unerhörte Provokation Justinians darstellte.
Chosrau bot den Römern nun einen erneuten Friedensschluss an, doch Justinian scheint den Glauben an die sassanidische Vertragstreue verloren zu haben und lehnte ab. Der Krieg wurde fortgesetzt; aber es gelang den Römern nur langsam, die Lage zu stabilisieren. Die ohnehin stark beanspruchte oströmische Armee (die Mannschaftsstärke betrug laut Agathias nur etwa 150.000 Mann, aber diese Angabe muss mit großer Vorsicht behandelt werden – viel wahrscheinlicher ist eine Zahl von gut 300.000 Soldaten) musste nun einen Zweifrontenkrieg führen: gegen die Ostgoten in Italien und gegen die Perser im Osten. Überdies war der Balkanraum durch Plünderungszüge der Awaren und Slawen bedroht.

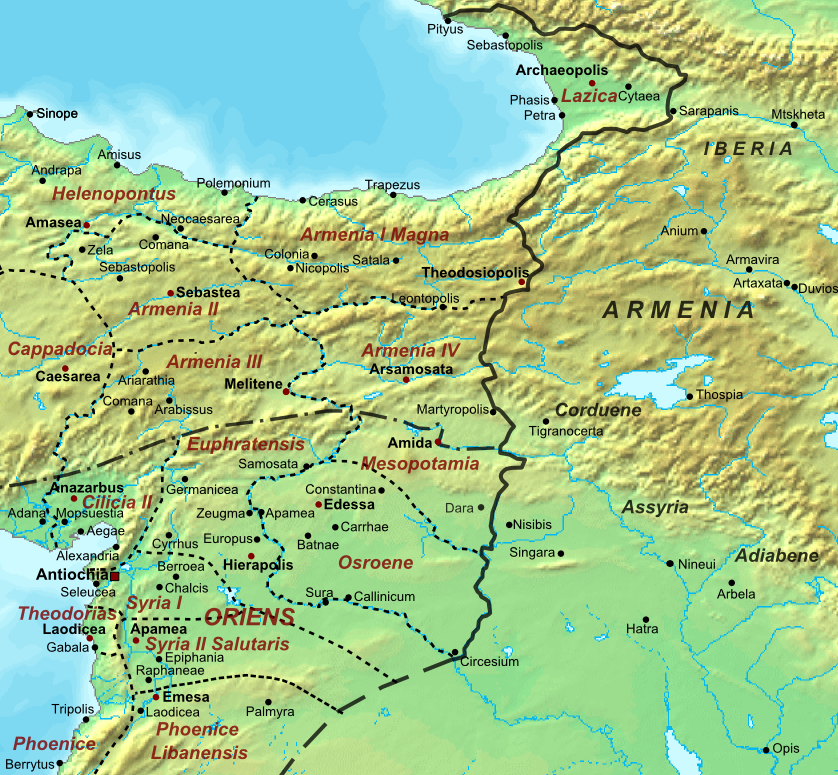
Die römisch-persische Grenze zum Zeitpunkt des Todes Justinians im Jahr 565.

Der östliche Kriegsschauplatz erstreckte sich schließlich vom Kaukasus (vor allem in Armenien, wo Justinians General Sittas bis zu seinem Tod 539 sehr erfolgreich operiert hatte, und um die wichtige Festung Petra am Schwarzen Meer wurde seit 541 erbittert gekämpft) bis nach Mesopotamien. Der wichtigste Streitpunkt und ein Zentrum der Kampfhandlungen zwischen Römern und Persern war vor allem Lazika, ein kleines Königreich am Schwarzen Meer, identisch mit dem früheren Kolchis; dort hatte Ostrom seit dem frühen 6. Jahrhundert seinen Einfluss ausgebaut (siehe Tzath und Gubazes II.). Der Krieg zwischen Ostrom und Persien sollte bis 561/62 andauern (unterbrochen von einem Waffenstillstand, der sich bezeichnenderweise nicht auf Lazika bezog) und die Ressourcen Ostroms stark strapazieren. Anders als oft behauptet, vernachlässigte Justinian dabei keineswegs die Verteidigung der Ostgrenze zugunsten seiner Eroberungen im Westen. Da sich im Orient bald ein militärisches Patt entwickelte und sich die Perser um 560 mit einem neuen Feind, den Kök-Türken, konfrontiert sahen (siehe Sizabulos), waren sie 562 zum Frieden mit den Römern bereit. In diesem Vertrag, der von Petrus Patricius für Justinian ausgehandelt wurde, überließen die Perser den Römern Lazika – Justinian hatte die Ostgrenze also letztlich doch halten können, wenngleich er nun den Persern jährlich Tribut zahlen musste. Es ist letztlich unklar, wie stark diese Zahlungen die römischen Kassen belasteten – dennoch waren die Römer wohl mehrheitlich nicht glücklich mit der Tributverpflichtung. Justinians Nachfolger Justin II. versuchte dann auch, diesen Vertrag zu revidieren – allerdings mit katastrophalem Ergebnis.
Seit 540 wurde die Mehrheit der römischen Truppen im Orient eingesetzt. Dies trug zur langen Dauer des Krieges in Italien bei. Im Kaukasus und in Mesopotamien operierten zeitgleich stets mindestens zwei große kaiserliche Armeen. Justinian war zwar im Osten eher defensiv tätig und widmete sich stärker der Politik im Westen, er entsandte aber nur dann Truppen nach Italien, wenn er sie im Osten entbehren zu können glaubte. Durch eine Mischung aus diplomatischen und militärischen Mitteln konnte der Kaiser die römische Position gegenüber Persien dabei letztlich halten; die Verpflichtung zu jährlichen Tributen wog dagegen gering, wurde aber als Demütigung empfunden. Sein Nachfolger Justin II. ging daher ab 572 wieder aggressiv gegen die Sassaniden vor – was allerdings nur in einen jahrelangen Krieg mündete, der erst 591 unter Maurikios vorübergehend beendet werden konnte, bevor Chosrau II. dann 602 den letzten und größten römisch-persischen Krieg begann (siehe Herakleios).

### Vandalenkrieg und Berberkriege

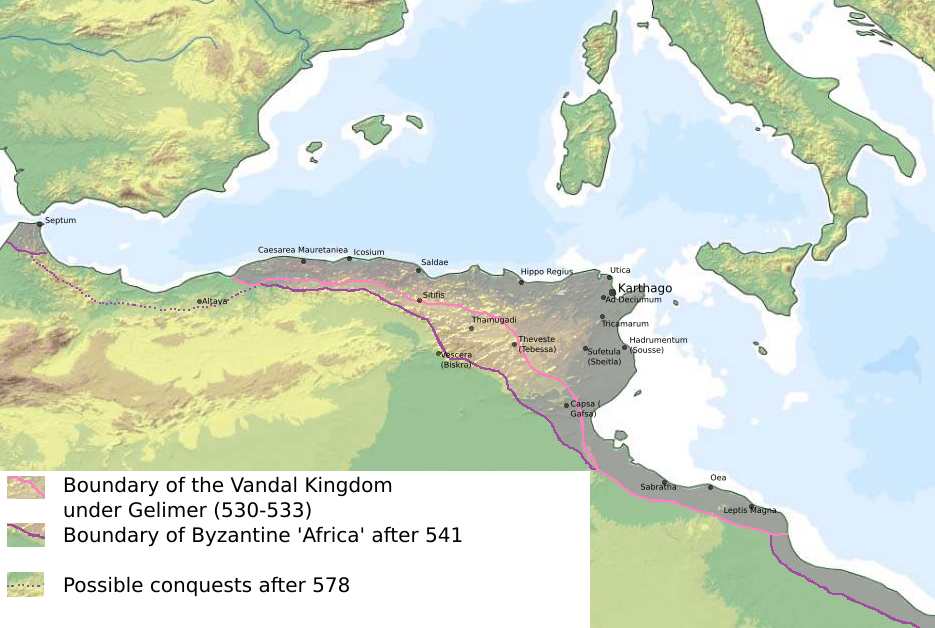
Das oströmische/byzantinische Nordafrika im Vergleich zum Vandalenreich

Der Krieg gegen das Vandalenreich in Nordafrika (etwa deckungsgleich mit dem modernen Tunesien und dem nordöstlichen Algerien, siehe auch Africa) begann ursprünglich als Strafexpedition. Der dem Katholizismus nicht feindlich gesinnte arianische König Hilderich, der zudem kaiserliche Vorfahren hatte, war 530 abgesetzt und durch Gelimer ersetzt worden. Justinian bestand nun in seiner Rolle als Oberherr auch des Westens auf der Wiedereinsetzung Hilderichs, was aber abgewiesen wurde. Daraufhin entschied man in Konstantinopel nach längerer Debatte, militärisch im Vandalenreich zu intervenieren und dort einen genehmen Herrscher einzusetzen. Da der letzte Vandalenfeldzug ein halbes Jahrhundert zuvor katastrophal gescheitert war, wollte man es bei einer begrenzten Intervention belassen. Den Charakter einer regelrechten Eroberungskampagne erhielt der Feldzug nach Ansicht vieler Forscher (etwa Mischa Meier oder Hartmut Leppin) daher wohl erst im Nachhinein.
Belisar begann schließlich 533 den Feldzug, ein Jahr nach dem Friedensschluss mit Persien, mit einem etwa 20.000 Mann starken Heer (bestehend aus 15.000 kaiserlichen Soldaten, 1000 foederati und den etwa 5000 buccelarii Belisars) und 30.000 Matrosen. Die Kämpfe konnten innerhalb kürzester Zeit abgeschlossen werden. Laut Prokopios trugen dabei die berittenen buccelarii die Hauptlast. Hilfreich war, dass der Vandalenkönig nicht mit einem Angriff der Oströmer gerechnet und Teile seiner Streitkräfte nach Sardinien gesandt hatte, um eine dortige Revolte niederzuschlagen. Gelimer ließ Hilderich hinrichten, doch Belisar besiegte die Vandalen bei Ad Decimum. Am 15. September 533 fiel Karthago. Belisar siegte erneut bei Tricamarum und nahm 534 schließlich auch Gelimer gefangen, der in einem typisch spätantiken „Triumphzug“ durch Konstantinopel geführt wurde, wo er sich gemeinsam mit Belisar Justinian unterwarf und begnadigt wurde. Statt wie geplant einen neuen rex einzusetzen, hatte man unversehens das Vandalenreich zerschlagen. Vermutlich entstand erst jetzt, nach diesem überraschend leichten Sieg, der Plan, auch Italien wieder der direkten kaiserlichen Herrschaft zu unterwerfen.

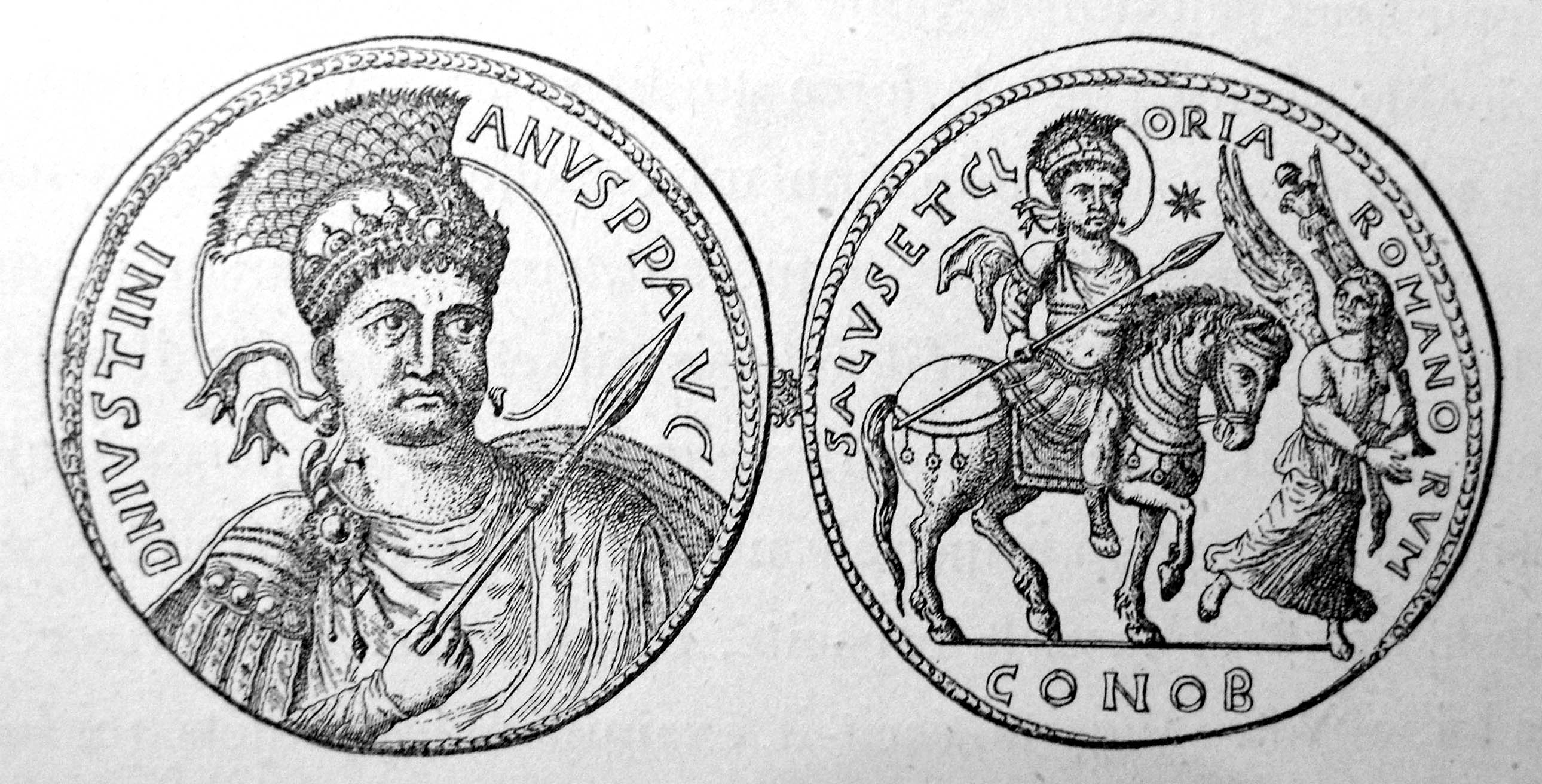
Goldmedaillon Justinians im Wert von 36 solidi, das mutmaßlich anlässlich des Sieges von 534 „das Heil und den Ruhm der Römer“ (salus et gloria Romanorum) feiert (Umzeichnung).

Nordafrika wurde bereits 534 wieder in die reguläre kaiserliche Verwaltung übernommen; unter einem neuen praefectus praetorio per Africam standen sieben Provinzstatthalter, während auf militärischer Seite künftig ein magister militum per Africam das Oberkommando über die duces von Tripolitania, Byzacena, Numidia, Mauretania Caesariensis und Sardinia innehatte. Damit begann die bis Ende des 7. Jahrhunderts andauernde Herrschaft Ostroms im Maghreb.
Der unerwartete, rasche Sieg über das gefürchtete Vandalenreich markierte den frühen Höhepunkt der justinianischen Herrschaft; der Kaiser hatte nicht nur einen scheinbar dauerhaften Frieden mit den Persern erzielt, sondern nun auch ein Kernland des Imperium Romanum mit scheinbar leichter Hand zurückgewonnen. In der Vorrede der Endfassung des Codex Iustinianus (siehe unten) nannte er sich im Dezember 534 daher selbstbewusst IMPERATOR CAESAR FLAVIUS IUSTINIANUS ALAMANNICUS GOTHICUS FRANCICUS GERMANICUS ANTICUS
ALANICUS VANDALICUS AFRICANUS PIUS FELIX INCLITUS VICTOR AC TRIUMPHATOR SEMPER AUGUSTUS („Der Imperator Caesar Flavius Justinianus, Sieger über Alamannen, Goten, Franken, Germanen, Anten, Alanen, Vandalen und Afrikaner, der Fromme, Glückliche, Berühmte, der Sieger und Triumphator, allzeit Augustus“).
Allerdings kam es in Nordafrika schon bald wieder zu Kämpfen mit den Berbern (Mauren), die einen ständigen Unruheherd darstellten, und auch zu mehreren Meutereien der oströmischen Garnisonstruppen, wie die unter Stotzas. Justinians General Johannes Troglita konnte die Berberrebellion nach langwierigen Kämpfen jedoch niederschlagen und die verbliebenen Eindringlinge friedlich ansiedeln; auch ein vandalischer Restaurationsversuch 546 unter Guntarith scheiterte. Lange nahm die Forschung an, Nordafrika habe nach der Rückeroberung einen massiven Niedergang erlebt, doch ist diese Annahme durch neue Untersuchungen revidiert worden. Africa erlebte in den Jahrzehnten um 600 noch einmal eine bescheidene Blüte und blieb immerhin bis 698 römisch und christlich.

### Gotenkriege

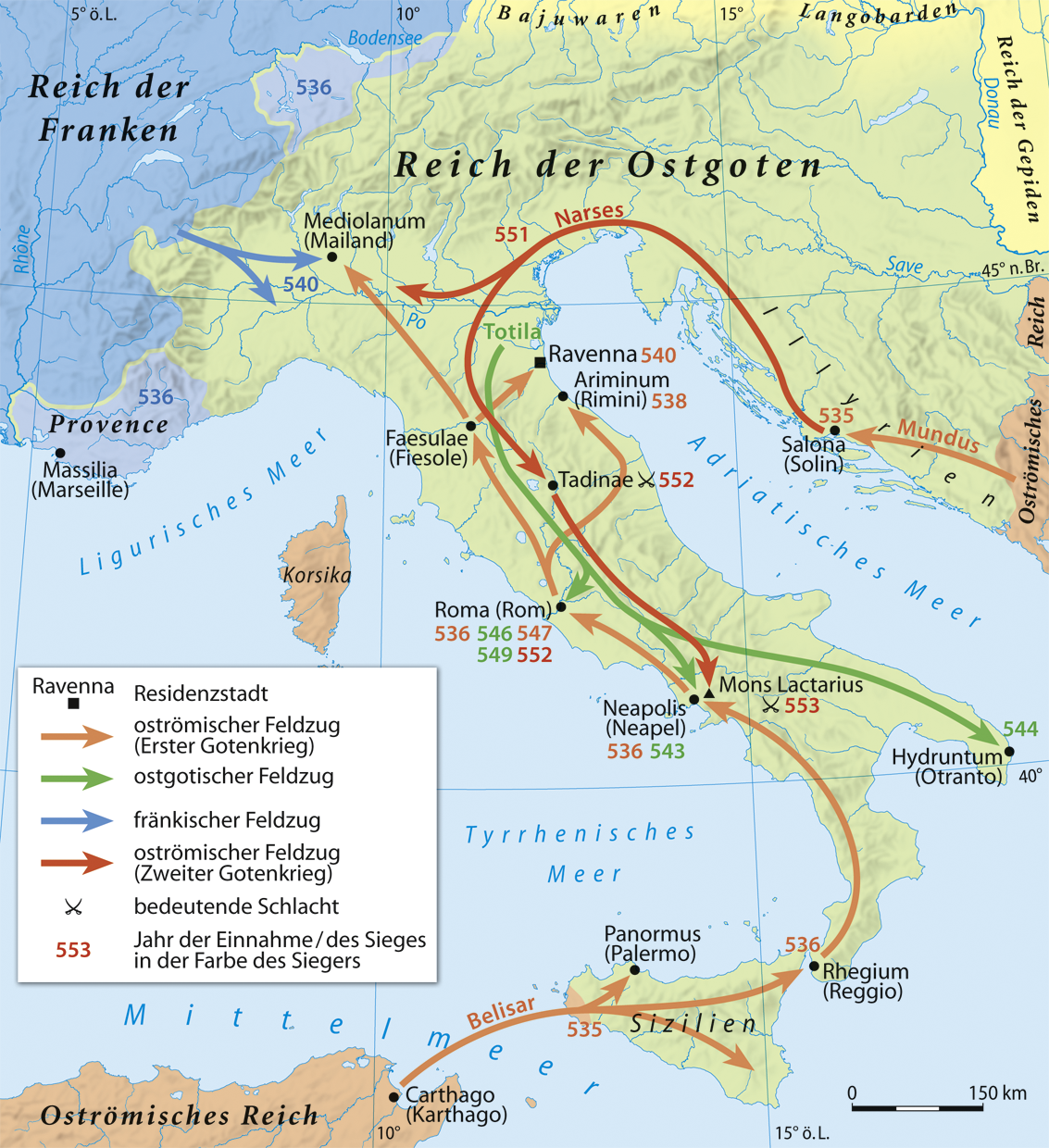
Verlauf der Gotenkriege

Schon kurz nach dem Sieg über die Vandalen begann Justinian einen weiteren Krieg im Westen. Durch die Eroberung Nordafrikas hatte sich die strategische Lage grundlegend verändert, und ein Angriff auf Italien versprach nun erstmals seit Jahrzehnten wieder Erfolg. Den konkreten Anlass für das Eingreifen Ostroms auf der Halbinsel bildeten dabei die Intrigen und Thronkämpfe nach dem Tod des bedeutenden Ostgotenkönigs Theoderich (526). Seine Tochter Amalasuntha suchte eine Anlehnung an Ostrom, während Theoderichs Neffe Theodahad seine eigene Position stärken wollte. Nach dem Tod von Amalasunthas jungem Sohn Athalarich im Jahre 534 gelang es Theodahad, die Erhebung zum rex zu erwirken. Das nun folgende diplomatische Intrigenspiel ist kaum zu durchschauen; sicher ist nur, dass Amalasuntha getötet wurde und Justinian dies zum Anlass nahm, Rüstungen einzuleiten. Die Spannungen führten schließlich 535 zum offenen Krieg (Gotenkrieg), doch wurden die Kämpfe gegen die wehrhaften Ostgoten langwieriger als erwartet. Ein oströmischer Angriff auf Dalmatien scheiterte, während Belisar Sizilien und bald darauf Neapel einnehmen konnte. Theodahad versagte vollkommen, woraufhin er gestürzt und als rex durch Witichis abgelöst wurde. Dieser organisierte den Widerstand recht erfolgreich, verlor aber Ende 536 Rom an Belisar. Versuche, die Stadt, die noch immer etwa 100.000 Einwohner hatte, erneut zu erobern, scheiterten. Es kam zu schweren Kämpfen, die sehr wechselhaft verliefen und für die Bevölkerung Italiens mit großen Lasten verbunden waren. So wurde das von oströmischen Truppen eroberte Mailand 538 von den Ostgoten grausam zurückerobert; zudem kam es zu Hungersnöten im Land. 538 war auch Narses, Belisars Konkurrent, mit nur geringen Verstärkungen nach Italien entsandt worden, doch führten Streitigkeiten zwischen den beiden Kommandeuren dazu, dass die Offensive gegen die Goten im Sande verlief und Narses bald darauf nach Konstantinopel zurückkehrte.
Der Einfall der merowingischen Franken, die unter Theudebert I. 539 in Norditalien einfielen und diese Region gründlich verwüsteten, forderte ebenfalls zahllose Opfer; dabei kämpften die Franken sowohl gegen die Goten als auch gegen die Oströmer, obwohl sie von beiden Seiten vorher als mögliche Verbündete umworben worden waren. Theudebert gelang es in diesem Zusammenhang, seine unabhängige Machtstellung gegenüber Ostrom zu wahren.
Im Mai 540 fiel das von Belisar belagerte Ravenna. Ostgotische Adlige hatten ihm die Kaiserwürde im Westen angeboten, und Belisar war darauf eingegangen. Witichis wanderte in die Gefangenschaft, wo er wohl 542 im Range eines patricius verstarb. Ob Belisar die Kaiserwürde nur zum Schein annahm, ist unklar. Jedenfalls erweckte dies den Argwohn Justinians, der seinen Generälen ohnehin nie recht traute und einen zweiten Augustus neben sich nicht geduldet hätte. Sicher ist, dass Belisar seine Kompetenzen überschritt, als er Witichis gefangen nahm, denn Justinian hatte zuvor mit den Ostgoten vereinbart, dass sich diese in Norditalien als Foederaten ansiedeln sollten. Belisar setzte sich über diese Abmachung eigenmächtig hinweg; vielleicht hätte die Geschichte einen anderen Verlauf genommen, hätte er den kaiserlichen Willen befolgt: Ein nördlich des Po gelegenes Gotenreich hätte als Puffer gegen die Invasionen der Langobarden und Franken fungieren können, und zudem wäre Italien wohl die zweite, blutigere Phase des Ostgotenkrieges erspart geblieben.

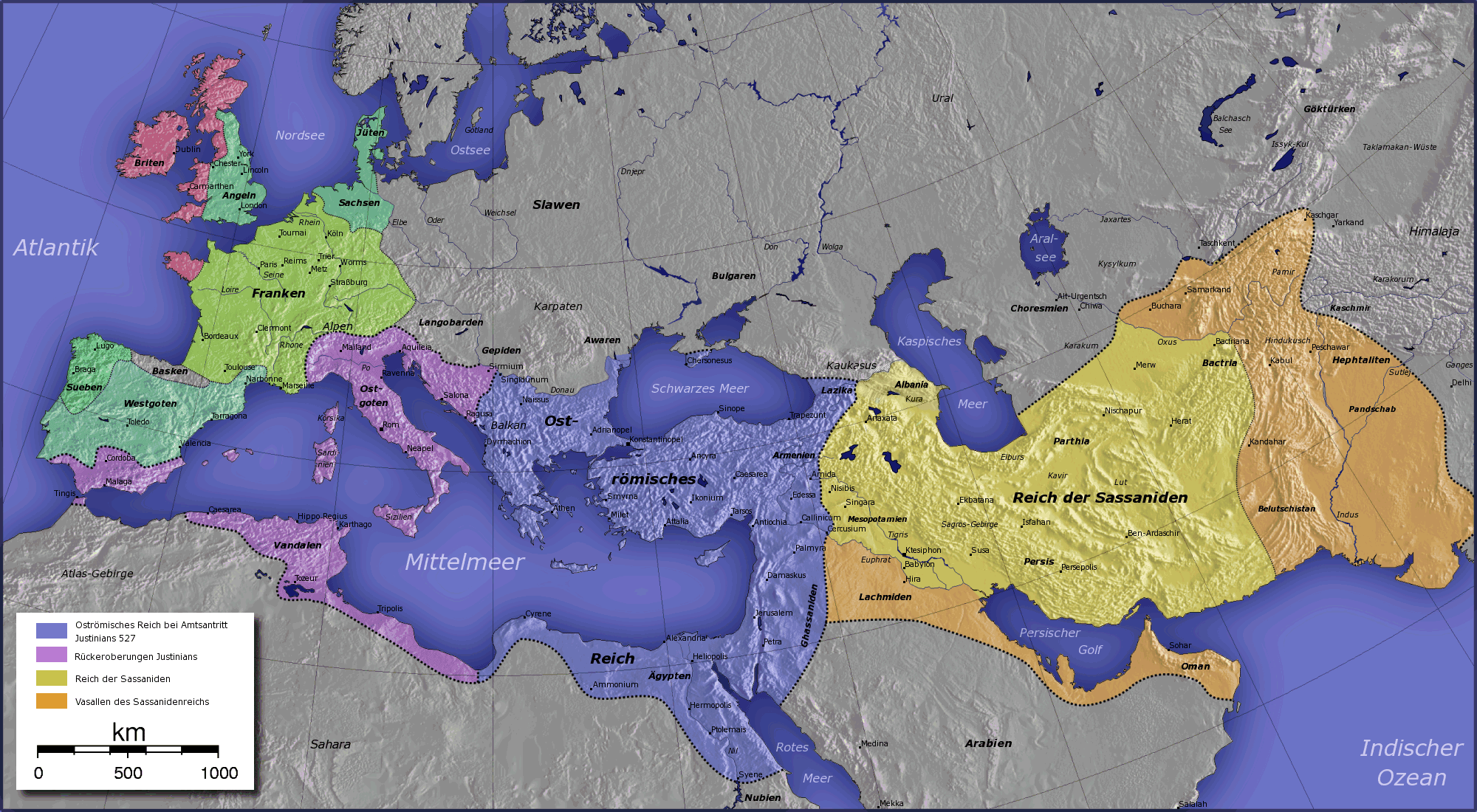
Das Restaurationswerk Justinians

Justinian begann sogleich, oströmische Beamte nach Italien zu entsenden, die sich offenbar vielfach eher als Herren denn als Befreier gaben: Aufgrund der sehr hohen Steuern, die sie einforderten, kam es in Italien bald darauf zu Aufständen, wobei sich der 542 in Pavia, wo sich die Reste der Ostgoten gesammelt hatten, zum neuen König erhobene Totila (eigentlich Baduila) als ein kluger Stratege erwies (Propagandakampagne, Bau einer Flotte). Nur kleine Truppenteile wurden Belisar, der 544 wieder das Kommando des italischen Kriegsschauplatzes übernommen hatte, zur Niederschlagung der „Rebellion“ zur Verfügung gestellt, da Justinian seinem besten General nicht mehr recht vertraute und der Großteil der römischen Truppen im Osten benötigt wurde, wo es seit 540 wieder zu Kämpfen mit den Persern gekommen war (siehe oben). Der so genannte zweite Gotenkrieg (541/42 bis 552) erwies sich als noch härter als der vorangegangene. Ende 546 fiel Rom an Totila, der es jedoch bald darauf wieder verlor. Die Kämpfe erstreckten sich über ganz Italien und wurden mit großer Grausamkeit geführt. 549 wurde Belisar, dem Prokopios später zahlreiche Versäumnisse vorwarf, abberufen und zunächst 550 durch Germanus, nach dessen plötzlichem Tod durch Narses ersetzt. Totila hatte derweil Ende 549 Rom ein zweites Mal eingenommen, konnte sich dort aber wieder nicht behaupten. Dieser Krieg ruinierte auch die wohlhabende weströmische Senatsaristokratie, die bis dahin ein Träger der antiken Kultur gewesen war. Zum Ende des Jahrhunderts sollte der Senat in seiner bisherigen antiken Tradition dann aus den Quellen verschwinden.
Erst als mit den Persern ein Waffenstillstand geschlossen worden war, konnte Justinian 551 wieder genügend Männer an der Orientfront entbehren, um den lästigen Gotenkrieg zu entscheiden. Narses gelang es mit dieser neuen Armee Anfang Juni 552, das wieder gotische Ravenna zu erobern und bald darauf die Goten unter Totila bei Busta Gallorum entscheidend zu schlagen; Totila fiel dabei, womit das gotische Heer seinen Strategen verloren hatte. Unter ihrem letzten König Teja stellten sich die Goten im Oktober 552 in der Schlacht am Mons Lactarius in Sichtweite des Vesuv noch einmal zum Kampf, den sie aber ebenfalls verloren. Einzelne gotische Garnisonen konnten sich noch einige Jahre halten, der Krieg war damit jedoch entschieden. Wenig später konnte Narses in der Schlacht am Casilinus auch den fränkischen Einfällen ein Ende setzen.
Italien wurde wie zuvor Africa wieder einem römischen praefectus praetorio unterstellt; das Land jedoch war verwüstet. Die Pragmatische Sanktion, mit der es von Justinian 554 administrativ wieder ins Imperium Romanum eingegliedert wurde, schaffte fast alle Ämter ab, die zuvor von weströmischen Senatoren besetzt worden waren, und trug damit noch zusätzlich zum Verschwinden dieser Aristokratie bei. Italien verlor seinen Sonderstatus und sollte wie eine gewöhnliche Provinz von Konstantinopel aus regiert werden; das alte Kernland des Imperiums stand nun zwar nach Jahrzehnten wieder unter direkter kaiserlicher Herrschaft, hatte aber sein Eigengewicht weitgehend eingebüßt. In gewisser Hinsicht endete erst jetzt, mit der Beseitigung des weströmischen Hofes in Ravenna, auch das Weströmische Reich. Lediglich der Stadt Rom gestand der Kaiser noch einige Privilegien zu, darunter die Wiederaufnahme der kostenlosen Getreidespenden (annona civica) an die nunmehr stark dezimierte Bevölkerung.
Zunächst versuchte Narses in kaiserlichem Auftrag, die zerstörte Infrastruktur der Halbinsel wieder aufzubauen. Doch bald nach Justinians Tod fielen die Langobarden 568 in Italien ein – eventuell im Zusammenhang mit einem gescheiterten Versuch des Narses, sie als Foederaten anzusiedeln – und nahmen es zum größeren Teil in Besitz. Als Teile Ostroms verblieben Genua bis 650, die Region um Ravenna (als Exarchat Ravenna) bis 751, Sizilien bis zum 9. Jahrhundert und Teile Süditaliens bis 1071.

### Sonstige Außenpolitik
In Spanien konnte der bereits hochbetagte weströmische Senator Liberius im Auftrag Justinians 552 infolge innerer Wirren im Westgotenreich dessen südliche Region um Córdoba und Gibraltar für das Imperium in Besitz nehmen. Dieser Raum, der im Wesentlichen der alten Provinz Baetica entsprach, wurde von Justinian als Spania reorganisiert, blieb knapp 80 Jahre oströmisch und unterstand einem eigenen magister militum. Die genauen Grenzen des Gebietes sind unklar.

Die Provinz Spania (grün) um 586 (mit den vorangegangenen Gebietsverlusten an die Westgoten)

Der Balkan kam während der ganzen Regierungszeit Justinians nicht zur Ruhe. Immer wieder fielen Awaren, Slawen und Hunnen ein, daher wurde mit erheblichem Aufwand das Festungssystem erweitert und erneuert. Unter anderem wurde das vor Jahrzehnten während der Hunnen- und Gotenzüge zerstörte Legionslager Singidunum an der Donau ab 535 als oströmisches Kastron, das den mittelalterlichen Kern der Stadt Belgrad begründete, neu aufgebaut. Dennoch erwiesen sich diese Maßnahmen als nicht ausreichend, um die Sicherheit der Provinzen Moesia und Thracia zu gewährleisten: Das Hinterland war immer wieder Plünderungszügen ausgesetzt, da insbesondere die Donaugrenze vernachlässigt wurde. 545 gewannen die Oströmer die Anten als Verbündete, die einen Teil der Donaugrenze fortan sicherten.
548 und 550 drangen slawische Stämme über die Donau erstmals ins Innere der Balkanhalbinsel vor und erreichten den Golf von Korinth, die Adria und die ägäische Küste. Die Infiltration slawischer Stämme sollte sich in den nachfolgenden Jahrzehnten als folgenschweres Ergebnis justinianischer Politik zeigen, die zu einem völlig neuen demografisch-soziologischen Charakter der Balkanhalbinsel führte und dem Reich über Jahrhunderte kostspielige militärische Operationen sowie eine mit der Kurie konkurrierende Missionstätigkeit abverlangte. 559 drangen „hunnische“ Angreifer (wohl Kutriguren) unter ihrem Häuptling Zabergan bis in die Nähe von Konstantinopel vor und bedrohten die Hauptstadt, sie konnten aber vom noch einmal reaktivierten Belisar abgewehrt werden. Dennoch hat erst kürzlich Alexander Sarantis in einer umfassenden Studie die justinianische Balkanpolitik durchaus wieder positiver bewertet, als dies in der Vergangenheit der Fall war; der folgende Verlust des Balkans erscheint hierbei keineswegs unausweichlich.
Einige Jahre nach Justinians Tod fiel 582 die Schlüsselfestung Sirmium (heute Sremska Mitrovica) dem Ansturm der Awaren und unterworfener slawischer Stämme zum Opfer. Obwohl einer seiner Nachfolger, Kaiser Maurikios, mit zahlreichen Feldzügen versuchte, die Lage zu konsolidieren, konnte er die Landnahme der Slawen auf dem Balkan letztlich nur verzögern, denn seine Nachfolger schenkten der Balkanverteidigung nicht die nötige Aufmerksamkeit. Aus der Konsequenz der Völkerwanderungen der Slawen im 6. Jahrhundert und der späteren byzantinischen Mission hatte der byzantinische Kulturkreis seine natürliche Grenze an Drina und Save.
Es gelang Kaiser Justinian, Kontakte mit dem christlichen Reich von Aksum herzustellen (im heutigen Äthiopien, siehe dazu auch Ella Asbeha), wobei die Aksumiten bereits im Jahr 525 im Jemen gegen die Himyaren interveniert hatten, sehr zum Ärger der Sassaniden, die in dieser Region eigene Interessen verfolgten und die Südküste des persischen Golfs bald nach dem Tod des Kaisers eroberten. An der Südgrenze der Provinz Ägypten kam es zudem immer wieder zu Kämpfen mit den Blemmyern. Aus dem Kaiserreich China konnten unter Justinian Seidenraupen eingeführt werden, was die Abhängigkeit von Importen verringerte und zur Entstehung einer eigenen Seidenproduktion führte. Auch in denjenigen Regionen des Mittelmeerraumes, die nicht der direkten Herrschaft Ostroms unterworfen waren, wurde der Vorrang des Kaisers zu dieser Zeit in der Regel anerkannt. Ebenso wie mit den Hunnen kam es auch mit den Franken immer wieder zu Kämpfen, die aber nicht von entscheidender Bedeutung waren (siehe Gotenkriege in Italien).

## Innenpolitik

### Allgemeines
Justinian galt als ein „schlafloser Kaiser“, der sich um viele Belange persönlich kümmerte. Justinian verließ die Hauptstadt nur sehr selten und war ein wahrer „Innenpolitiker“, wobei er das Glück hatte, nicht nur über kompetente zivile Mitarbeiter (Tribonian, Johannes der Kappadokier), sondern auch über mehrere sehr fähige Generäle zu verfügen (Belisar, Narses, Germanus, Sittas, Mundus, Johannes Troglita), die seine Kriege für ihn führten.

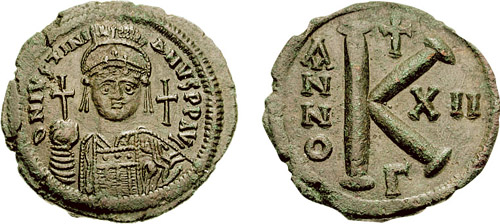
Halbfollis Justinians I.

Unter dem sozialen Aufsteiger Justinian erreichte die spätrömische Herrscherideologie ihre höchste Steigerung; er konnte sich zwar nicht völlig von den älteren Wurzeln des Kaisertums lösen, betonte aber stärker als seine Vorgänger, er habe seine Macht direkt von Gott (ek theou) erhalten. Allerdings musste er auch Rückschläge wie den unten besprochenen Nika-Aufstand hinnehmen, in dem er seinen Thron nur durch exzessive Gewalt sichern konnte. Seinen Berater, den einflussreichen praefectus praetorio Johannes den Kappadokier, ließ er 541 fallen, da dessen Macht vom Kaiserpaar, vor allem von Theodora, als Gefahrenfaktor eingestuft wurde. Ähnlich erging es wenig später Belisar, der durch seine militärischen Siege zum Rivalen des Kaisers zu werden drohte, aber nicht so tief fiel wie Johannes. Es ist bezeichnend, dass Justinian seine Macht niemals mit einem Augustus oder Caesar teilte und auch keinen Nachfolger designierte.
Justinian sorgte sich auch um die Städte und die Provinzverwaltung sowie – vor allem in der zweiten Hälfte seiner Regierung – um theologische Fragen. Er versuchte durch zahlreiche Gesetze und Verordnungen, die spätrömische Administration des Reiches zu straffen und den aktuellen Erfordernissen anzupassen – nicht immer mit Erfolg, aber mit bemerkenswerter Energie. Die von ihm veranlasste Rechtskompilation war bahnbrechend und sollte bis in die Neuzeit nachwirken. Eine wichtige Quelle für diese letzte Phase der spätantiken Verwaltungsgeschichte stellt dabei das Archiv des Beamten Dioskoros von Aphrodito dar, der unter Justinian und seinen Nachfolgern wichtige Posten in Ägypten bekleidete. Noch wichtiger ist die Schrift De magistratibus des ehemaligen kaiserlichen Beamten Johannes Lydos, in der dieser Einblicke auch in die höheren Ränge der spätantiken Verwaltung bietet.
Allerdings belasteten die Kriege – vor allem die im Orient – die Staatsfinanzen erheblich. Dies, die ungebremste Bauwut und insbesondere die Folgen der Pestepidemie sorgten für immer höhere Belastungen, was schließlich möglicherweise zur Verelendung von Teilen der Bevölkerung führte. Andererseits erlebten Kleinasien, Ägypten und die nicht von persischen Invasionen betroffenen Gebiete Syriens und Palästinas unter Justinian eine wirtschaftliche Blüte. Hier wahrten die Städte ihren klassisch-antiken Charakter, den sie vor allem südlich der Donau bereits verloren. Inwiefern Justinian die Kräfte des Reiches wirklich überstrapazierte, ist bislang kaum zu sagen und sehr umstritten. Alles in allem konnte die spätrömische Senatsaristokratie im Osten weiter ihr enormes Sozialprestige, ihre klassische Bildung (paideia) und ein teilweise gewaltiges Vermögen bewahren (ein Beispiel hierfür ist die hochadlige Anicia Juliana), es kam aber offenbar zu Spannungen zwischen den politisch weitgehend entmachteten Senatoren und dem Kaiser.

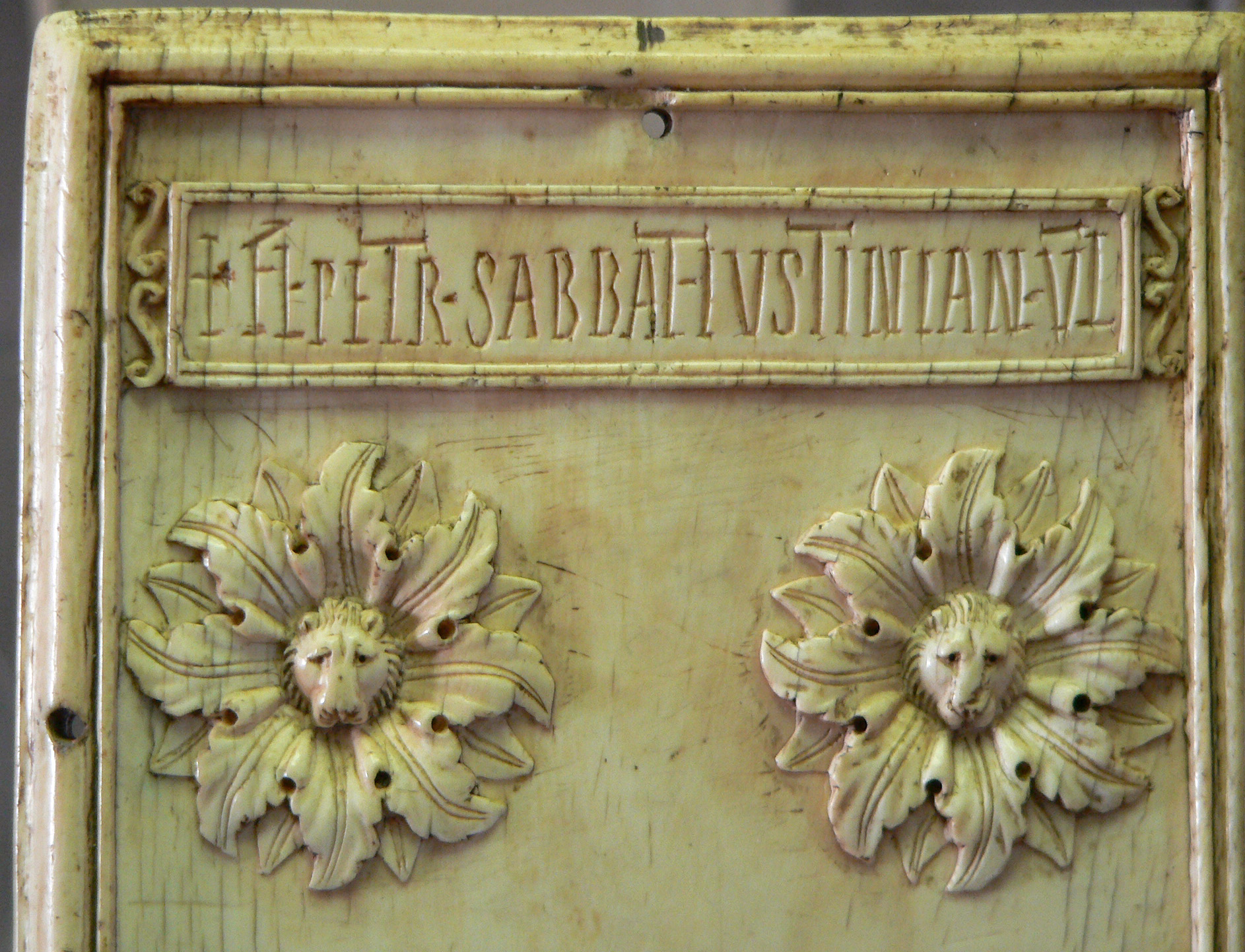
Konsulardiptychon von 521 mit Justinians vollständigem Namen – Fl(avius) Petr(us) Sabbat(ius) Iustinian(us) – vor seiner Kaisererhebung.

### Nika-Aufstand
Das innenpolitisch markanteste Ereignis in Justinians Regierungszeit war der so genannte Nika-Aufstand in Konstantinopel im Jahre 532, bei dem die rivalisierenden Zirkusparteien der Blauen und Grünen, verärgert durch Justinians Bestrebungen, ihre Macht einzuschränken, sich gegen ihn zusammenschlossen und einen Gegenkaiser, Flavius Hypatius, den Neffen des 518 verstorbenen Kaisers Anastasius, ausriefen. Wahrscheinlich waren auch andere hochrangige Senatoren an der Revolte beteiligt. Während Justinian die Lage als verloren angesehen haben soll, weigerte sich angeblich (nach Prokopios) Justinians Frau, die Augusta Theodora, eine ehemalige Schauspielerin, aus der Hauptstadt zu fliehen. Durch Verhandlungen des praepositus Narses mit den Aufständischen und vor allem durch Belisars überraschendes Eindringen (mit kaisertreuen Truppen) ins Hippodrom, wo sich die Aufständischen versammelt hatten, konnte der Aufstand blutig niedergeschlagen werden. Hypatius und sein Bruder Pompeius wurden hingerichtet, und auch zahlreiche Aristokraten fanden den Tod. Insgesamt sollen bei den Unruhen etwa 30.000 Menschen den Tod gefunden haben, und Teile der Hauptstadt brannten nieder.
Nach dem Ende des Aufstands blieb es in Konstantinopel jahrelang ruhig; Justinians Herrschaft wurde im Inneren nicht mehr bedroht. Ein Usurpationsversuch des Johannes Cottistis brach 537 binnen Tagen in sich zusammen. Erst in den letzten Jahren Justinians kam es wieder zu Unruhen unter der Bevölkerung.

### Die Pest und ihre Folgen
Seit 541 tobte die sogenannte Justinianische Pest im ganzen Reich, an der wohl auch Justinian selbst erkrankte; sein wichtigster Jurist Tribonian verstarb sogar – und mit ihm zahllose andere. Prokopios hat einen erschütternden Bericht über das Wüten der Seuche in Konstantinopel hinterlassen. Die Folgen waren offenbar weitreichend: Es kam zu Hungersnöten, und es entwickelte sich offenbar eine Endzeitstimmung, die durch andere Faktoren wie Kriege und zahlreiche Erdbeben noch verstärkt wurde. Wie schwerwiegend die Auswirkungen der Seuche wirklich waren, ist aber umstritten.
2019 gelang einem internationalen Forscherteam der Nachweis von Yersinia pestis als Erreger der Pest in einem auf das 6. Jahrhundert datierten Grab im englischen Edix Hill, womit zugleich erstmals ein Auftreten der spätantiken Seuche in Britannien dokumentiert wurde.
Vielleicht auch als Folge der Katastrophen (siehe auch die Hypothese zu der Wetteranomalie von 535/536) wandte sich Justinian nun verstärkt theologischen Fragen zu. Es kam zu einer gewissen Zäsur in seiner Regierungszeit; seine Politik war, auch bedingt durch die Rückschläge in den Kriegen, alles in allem weniger dynamisch als zu Beginn. Insgesamt können die enormen Menschenverluste durch die Pest wohl als einer der wichtigsten Einzelfaktoren für den Untergang der antiken Zivilisation gesehen werden.

### Rechtskompilation

Hermann Knackfuß: Überreichung der Pandekten an Kaiser Justinian (Entwurf für ein Wandgemälde im Gerichtsgebäude in Kassel, 1891)

Eine der größten und langfristig wichtigsten Leistungen Justinians war zweifellos die Kodifikation des römischen Rechts. Bereits 529 wurde der aus früheren privaten und öffentlichen Sammlungen kompilierte Codex Iustinianus veröffentlicht, 533 erschienen die Digesten (auch Pandekten genannt), eine Sammlung von Schriften klassischer römischer Juristen, verwendet als Lehrbuch für Fortgeschrittene. Als juristisches Anfängerlehrbuch dienten dem Lehrbetrieb die Institutionen, bereits begrifflich waren sie der Vorlage aus dem gaianischen Recht entlehnt. Als federführender Kompilator gilt Tribonianus, der auch für die Abfassung der aktuellen kaiserlichen Novellen, Rechtserlasse und Verordnungen, verantwortlich zeichnete. Nachdem Ende 534 die zweite und endgültige Version des Codex Iustinianus vorgelegt worden war, bildeten die besagten Novellen den Abschluss des insgesamt vierteiligen, später so genannten Corpus iuris civilis (CIC). Der Codex war noch vollständig auf Latein verfasst; die Novellen wurden hingegen auch auf Griechisch publiziert. Trotz der einziehenden Gräzisierung existierte aber nach Ansicht der neuesten Forschung stets zumindest auch eine lateinische Version.
Die Wirkung des (erst im frühen Mittelalter so genannten) Corpus Iuris war weitreichend: Im 12. Jahrhundert wurde das Corpus an der Rechtsschule von Bologna rezipiert und bildete das Grundgerüst für die Programmatik der Staufer, die sich an die spätantike Kaiseridee anlehnten. Am Ende des Mittelalters galt es als allgemein anerkanntes Recht und beeinflusst bis heute auch die Gesetzgebung und die Lehre im Fach Jura. Mit Otto Lenel und Otto Gradenwitz setzte in den späten 1880er Jahren allerdings eine vielbeachtete Interpolationenkritik ein. Die im CIC unter Justinian bearbeiteten klassischen Originaltexte wurden auf Änderungen abgesucht, die während der Spätantike entstanden waren, sei es, dass Passagen gestrichen oder umgearbeitet wurden, sei es, dass Ergänzungen vorgenommen wurden. Justinian hatte neben dem Erhalt des rechtlichen Wissensschatzes auch Sorge dafür getragen, dass der überkommene Quellenstoff an die vorherrschende Lebenswirklichkeit angepasst würde. Die Interpolationenforschung musste letztlich attestieren, dass die klassischen Originale während der Spätantike viel an Qualität eingebüßt hatten.

### Bautätigkeit

Die Hagia Sophia heute. Die Minarette wurden nach der Eroberung Konstantinopels durch die Osmanen 1453 errichtet.

Justinian entfaltete eine rege Bautätigkeit. So ließ er unter anderem die alte Kirche der Heiligen Weisheit, die Hagia Sophia, in Konstantinopel nach ihrer Zerstörung im Nika-Aufstand durch einen prachtvollen Neubau ersetzen, dessen gewaltige Kuppel nach einem Erdbeben noch vor Justinians Tod nochmals erneuert werden musste. Dieser weltberühmte Bau, der maßgeblich von den Architekten Anthemios von Tralleis und Isidor von Milet geprägt war, gilt als das letzte Meisterwerk der spätantiken Architektur. Justinians Hagia Sophia war sieben Jahrhunderte lang die größte Kirche überhaupt; die Größe der Kuppel wurde erst nach über einem Jahrtausend vom Petersdom überboten. Seit 641 wurden dort die Kaiser gekrönt, 1453 wurde sie zur Moschee. Bis heute ist sie das Wahrzeichen Istanbuls. Im gesamten Reich wurden zudem weitere Kirchen neu- bzw. ausgebaut (so z. B. die Nea-Kirche in Jerusalem).
Im Zuge der Neugestaltung Konstantinopels nach dem Nika-Aufstand ließ der Kaiser auch eine Siegessäule mit seiner Reiterstatue auf dem Augusteum (südwestlich der Hagia Sophia) errichten, die so genannte Justinian-Säule; das heute verlorene Reiterstandbild war bereits 530 nach dem Sieg bei Dara entstanden, wurde nun aber neu platziert.
Auch Antiochia am Orontes wurde nach einem schweren Erdbeben und der Eroberung durch die Sassaniden 540 wieder aufgebaut. In Ephesos ließ Justinian unter anderem eine prächtige Kirche errichten, auch das berühmte Sinaikloster geht auf ihn zurück. Die Zahl der großen und kleinen Städte im Oströmischen Reich wird zu seiner Zeit auf etwa 900 geschätzt, und besonders in den Provinzhauptstädten entfaltete sich noch einmal eine zum Teil rege Bau- und Renovierungstätigkeit. Justinian regelte per Gesetz, welcher Anteil an den Steuern den poleis zukommen sollte, um den Unterhalt der öffentlichen Bauten (Theater, Bäder etc.) zu gewährleisten. Die Krisen, die das Reich seit 540 trafen, ließen die kaiserliche Politik zur Förderung der Städte aber letztlich scheitern: Sie verloren in der Folgezeit endgültig ihren antiken Charakter.
Das römische Festungssystem wurde vor allem an der Donau stark erweitert, insbesondere wurde Singidunum, das heutige Belgrad, durch eine neue Burg befestigt, hielt jedoch langfristig dem Ansturm der Slawen bzw. der Awaren nicht stand, die einige Jahre nach Justinians Tod, 582, die Schlüsselstadt Sirmium an der Save einnehmen sollten. Auch an der Grenze zum Sassanidenreich wurden insbesondere nach 540 mehrere neue Befestigungen errichtet. Über die Baumaßnahmen, die Narses nach dem Sieg über die Ostgoten in Italien durchführte, sind wir hingegen nur lückenhaft informiert (z. B. ILS 832).
Unter den profanen Ingenieursbauten ist die monumentale Sangariusbrücke in Bithynien zu nennen, deren Bau vom Kaiser aus strategischen Gesichtspunkten veranlasst wurde. Des Weiteren wurde auf kaiserliche Anweisung hin die Stadt Justiniana Prima (530–615) im heutigen Serbien als neue Bischofsstadt prächtig ausgebaut; entweder handelt es sich dabei um seinen Heimatort oder, wahrscheinlicher, um eine in der Nähe liegende Ortschaft; ihr moderner Name lautet Caricin Grad (serb. = Kaiserinnenstadt). Die Anlage ist klein, aber dennoch imposant. Laut einer heute im Pergamonmuseum in Berlin befindlichen Inschrift ließ der Kaiser zudem 538 das berühmte Markttor von Milet erneuern; dass er zugleich eine neue Stadtmauer errichten ließ, die nur noch einen Bruchteil des Stadtgebietes einschloss, gilt hingegen heute als Irrtum der älteren Forschung – die Befestigung entstand erst im 7. Jahrhundert.
Die umfassenden Bautätigkeiten Justinians, die Prokopios in einem eigenen Werk feierte, konnten jedoch nur durch reichlich fließende Steuern finanziert werden. Die hohe fiskalische Belastung war vielleicht ein Auslöser für den Nika-Aufstand 532, doch ist dies fraglich, da der Höhepunkt der Bautätigkeit des Kaisers erst in spätere Jahre fiel.

## Religionspolitik
In der christlichen Kirche seiner Zeit spielte Justinian eine dominierende Rolle. Er verfasste angeblich selbst theologische Traktate und leitete Kirchenversammlungen. Das Zusammenspiel (die Symphonia) von spätantikem Staat und christlicher Kirche erreichte in dieser Zeit seinen Höhepunkt; der Kaiser beanspruchte, seine Herrschaft direkt von Gott (ek theou) erhalten zu haben. Justinian ging auch entschlossen gegen die verbliebenen Nichtchristen im Reich vor, vor allem im südlichen Ägypten. Eifrig um Christianisierung bemüht, ließ der Kaiser 529 zudem die neuplatonische Philosophenschule in Athen, einen Hort religiös geprägter paganer Philosophie, schließen – vermutlich um damit den Einfluss des Heidentums auf Wissenschaft und Bildung zurückzudrängen, vielleicht auch nur, um ein Zeichen zu setzen. Sieben heidnische Philosophen (darunter Damaskios und Simplikios) übersiedelten daraufhin 531 kurzzeitig nach Persien, kehrten aber schon 532 wieder in das Imperium zurück. Zwar sollen noch in den 540er Jahren 80.000 kleinasiatische „Heiden“ bzw. „Hellenen“ getauft und ihre Tempel zerstört worden sein, doch insgesamt dürfte die Zahl der Anhänger der alten Religion inzwischen eher gering gewesen sein. Es gab allerdings noch immer einige bedeutende pagane „Inseln“ im christlichen Reich, zum Beispiel die Stadt Carrhae in der heutigen Türkei oder das syrische Baalbek. Der berühmte Isis-Tempel von Philae in Ägypten, bis dahin das letzte offiziell geduldete pagane Heiligtum im Imperium, wurde um 536 durch kaiserliche Truppen geschlossen. Wie stark die vorchristlichen Kulte unter Justinian noch waren, lässt sich kaum abschließend beurteilen. Der Vorwurf des heimlichen Heidentums entwickelte sich zu einem beliebten Instrument, um unliebsame Angehörige der Oberschicht zu belasten.
Justinian ordnete 545/6 die Verfolgung nichtchristlicher Grammatiker, Rhetoren, Ärzte und Juristen an und ließ im Jahre 562 heidnische Bücher öffentlich verbrennen. Die Kindstaufe wurde zwangseingeführt, die Nichtbeachtung mit dem Verlust von Eigentum und Bürgerrecht bestraft, das Festhalten am „hellenischen“ Glauben bzw. die Apostasie nach der Taufe mit der Todesstrafe. Dies war ein entscheidender Schritt, da nun praktisch jeder Reichsbewohner bereits als Kind getauft wurde und ein Abfall vom Christentum als grundsätzlich todeswürdiges Verbrechen galt. Besonders die Manichäer wurden nicht nur von Justinian, sondern auch in Persien schwer verfolgt und mussten in der Folge nach Indien und in das Kaiserreich China auswandern. Die Rechtslage der Juden verschlechterte sich, doch wurde ihre Religion als einzige neben dem Christentum weiterhin offiziell geduldet.
In der Frage innerkirchlicher Häresien scheiterten Justinians Ausgleichsbemühungen; seine Verurteilung der monophysitischen (miaphysitischen) Lehre, welcher unter anderem selbst Kaiserin Theodora folgte, verschärfte nur die schon existierenden Spannungen zwischen den monophysitischen Kirchen Syriens und Ägyptens und der antimonophysitisch bzw. chalcedonensisch eingestellten römischen und konstantinopolitanischen Kirche.
Justinians harte Religionspolitik führte im Sommer 529 zu einem Aufstand der Samaritaner, einer Splittergruppe des Judentums, in Palästina, der blutig niedergeschlagen wurde (zu den Hintergründen siehe Julian ben Sabar). Überlebende wurden zwangschristianisiert. Die Montanisten, Christen mit abweichenden Endzeiterwartungen, begingen kollektiven Selbstmord, indem sie sich in ihre Kirchen einschlossen und diese anzündeten, ihr Schrifttum ging verloren. Justinian persönlich galt als sehr fromm und als überzeugter Anhänger der orthodoxen Kirche, der auch als Kaiser die strengen Fastenzeiten strikt einhielt. Der angeblich von Justinian selbst verfasste Hymnus, „O einzig-gezeugter Sohn und Wort Gottes“ gehört bis heute zur Liturgie der orthodoxen Kirche. Von Bedeutung war auch, dass Justinian die Verehrung des heiligen Nikolaus von Myra förderte, dem um 550 eine Kirche in Konstantinopel geweiht wurde und dessen Kult in der Folgezeit große Popularität gewann.
Justinian ließ im Januar 543 einen Erlass gegen Origenes (185–254) veröffentlichen, der auch neun doktrinale Anathematismen beinhaltete, welche die Lehre des Origenes zum Inhalt hatten; ein zehnter Anathematismus zielte auf die Person des Origenes, dessen Lehren bereits seit Jahrhunderten umstritten waren. Von der ständigen Synode wurde der Erlass kurz darauf bestätigt.
Fast gleichzeitig brach der erbittert geführte Dreikapitelstreit aus; beide Konflikte wurden teils zeitgleich geführt, inhaltlich hatten sie jedoch keine Gemeinsamkeit. Im Dreikapitelstreit ging es um die Schriften dreier christlicher Autoren aus dem 5. Jahrhundert, die im Verdacht standen, dem bereits 431 verworfenen Nestorianismus anzuhängen. Namentlich waren dies Ibas von Edessa, Theodor von Mopsuestia und der Kirchenhistoriker Theodoret. Auch gegen sie ließ Justinian 544/45 eine Schrift verfassen, wogegen sich auch in den Reihen der Patriarchen erheblicher Widerstand formierte; selbst der römische Bischof Vigilius, welcher der Schrift zuerst zögernd zugestimmt hatte, musste seine Zustimmung auf Druck mehrerer westlicher Kirchen (unter anderem der von Africa) wieder zurückziehen. 546 ließ ihn Justinian in Rom festnehmen und nach Konstantinopel bringen. 548 stimmte Vigilius in der Schrift Iudicatum nochmals der kaiserlichen Position zu, nur um angesichts des massiven Widerstands der nordafrikanischen Christen erneut umzuschwenken.
Der Kaiser berief daher 553 das zweite Konzil von Konstantinopel ein, das als das Fünfte Ökumenische Konzil (das letzte der Spätantike) in die Geschichte einging. Auch hier kam die Kontroverse um Origenes und um den Dreikapitelstreit noch einmal zur Sprache; Justinian ließ keinen Zweifel daran, dass er eine Verurteilung der drei Autoren wünschte, und setzte zu diesem Zweck auch Vigilius massiv unter Druck. Dieser stimmte den Beschlüssen des Konzils schließlich zu, womit sie ökumenischen Rang erhielten. Ein Ausgleich mit den Monophysiten konnte aber nicht erreicht werden, und trotz der Anerkennung der Konzilsbeschlüsse durch Vigilius, der auf dem Rückweg nach Rom verstarb, stießen sie im Westen noch lange auf Widerstand. Kurz vor seinem Tod entfernte sich der Kaiser dann durch die Propagierung des Aphthartodoketismus selbst wieder von der Orthodoxie.
In theologischen Fragen näherte sich Ostrom unter Justinian bereits erkennbar dem byzantinischen Mittelalter an. Teils wird Justinian vorgeworfen, zu einer Verhärtung der Fronten beispielsweise in der Auseinandersetzung mit den Monophysiten beigetragen und somit indirekt die Kraft des Reiches geschwächt zu haben. Der Kaiser selbst, der eine enge Verknüpfung von Kaisertum und Kirche anstrebte, wollte wohl eher das Reich durch eine gemeinsame Religion bzw. Konfession stärken – und wie für die Spätantike typisch war dabei die Frage nach dem „richtigen“ Dogma von entscheidender Bedeutung, da sonst Verdammung statt Erlösung drohte.
In der orthodoxen Kirche werden Justinian und auch seine Frau Theodora I. (obwohl sie sich für den Monophysitismus einsetzte) als Heilige verehrt. Justinians Gedenktag im Kalender der Lutherischen Kirche-Missouri-Synode und der Orthodoxen Kirche ist sein vermutlicher Todestag, der 14. November.

## Wirkung
Justinian ist bis in die jüngste Vergangenheit hinein oft als eine leuchtende Herrscherfigur der Spätantike gefeiert worden, und fraglos zählt er neben Diokletian, Konstantin und Theodosius I. zu den bedeutendsten spätrömischen Kaisern. Dennoch ist eine grundsätzliche Bewertung schwierig.
Unter Justinian wurden die letzten Reste der alten römischen Volkssouveränität (die allerdings schon lange nur mehr auf dem Papier existierte) beseitigt und durch ein konsequentes Gottesgnadentum ersetzt. Allerdings blieb die schweigende Zustimmung (das silentium) der Vertreter von Volk und Heer auch unter Justinian unverzichtbare Legitimation der kaiserlichen Herrschaft. Was die außenpolitischen Erfolge anging, so waren diese von sehr unterschiedlicher Nachhaltigkeit: Africa blieb 160, Spania immerhin 70 Jahre römisch; in Italien gingen die zurückeroberten Gebiete dagegen bereits ab 568 zu großen Teilen wieder verloren. Im Osten musste das Reich um das nackte Überleben kämpfen und sich den Frieden teuer erkaufen, wobei der oft erhobene Vorwurf, Justinian habe die Perserfront vernachlässigt, um im Westen tätig zu sein, allerdings auf sehr schwachen Argumenten beruht: Im Gegenteil, die Hauptmacht der römischen Truppen widmete sich vor 532 und nach 540 der Abwehr der sassanidischen Angriffe.
Die noch immer zahlreichen Städte des oströmischen Reiches scheinen zumindest bis zur Pest ebenfalls bis zu einem gewissen Grad floriert zu haben, und auch ländliche Regionen in Ägypten, Syrien und Kleinasien prosperierten. Allerdings erwies sich die Pestepidemie ab 541 als verheerend. Große Teile des Reiches waren betroffen; die finanzielle Kraft wurde dadurch ebenfalls in Mitleidenschaft gezogen und das militärische Potenzial des Imperiums verringert. Allerdings trug der Kaiser gerade an dieser Katastrophe, deren Folgen schwer abzuschätzen sind, keine Schuld. Seine Regierungszeit war für die Bevölkerung dennoch zweifellos teils mit schweren Lasten verbunden und von einer zunehmend intoleranten Religionspolitik geprägt (das Ziel, das Reich religiös entsprechend dem Konzil von Chalcedon zu einen, erreichte Justinian damit allerdings so wenig wie seine Vorgänger).
Kritik am Kaiser hatten bereits Zeitgenossen geübt, hier vor allem Prokopios in seiner Geheimgeschichte. Dabei ist nach wie vor die Frage zu klären, ob Justinians Politik sich tatsächlich wesentlich von der seiner Vorgänger unterscheidet und ob sein Agieren nicht in vielem nur als Pragmatismus zu erklären ist. Das Bild, das Prokopios von Justinian entwirft, ist von tiefem Hass gegen den Kaiser erfüllt:

„Und dass er kein menschliches Wesen, sondern, wie man vermutet hat, die Verkörperung eines Dämons in menschlicher Gestalt war, kann man erschließen, wenn man die Schwere der Untaten ermisst, welche er an der Menschheit verübte. Denn in dem Maße, wie die Taten eines Mannes überragend sind, offenbart sich die Macht dessen, der sie verübt. Nun die genaue Zahl jener festzustellen, die durch ihn zerstört wurden, wäre nicht möglich, denke ich, weder für einen Menschen, noch für Gott. Denn man könnte schneller, so denke ich, alle Sandkörner zählen als die unermessliche Zahl jener, welche dieser Kaiser zerstörte.“

Im Bereich der Jurisprudenz war Justinian bahnbrechend, während die spätantike Kultur unter ihm noch einmal eine letzte Blüte erlebte: Prokopios von Caesarea, Agathias, Simplikios und Gorippus verfassten bedeutende Werke in klassischer Tradition. Zugleich waren andere Entwicklungen zukunftsweisend: die Kirchengeschichte des Euagrios Scholastikos, die Weltchronik des Johannes Malalas und die – nur teilweise überlieferten – Werke des Johannes von Ephesos, die bald nach Justinians Tod entstanden.
Eine gewisse Zäsur ist wohl in den 540er-Jahren zu sehen. War die Zeit vorher von Dynamik gekennzeichnet (Rechtskodifikation, Bautätigkeit, Restaurationspolitik), folgte nun eine Phase nachlassender Aktivität, auch bedingt durch die Katastrophen der Pest und die andauernden Kriege im Westen und Osten, und der Kaiser wandte sich verstärkt der Religionspolitik zu – zumindest ist dies die Kernthese der vielbeachteten Monografie von Mischa Meier (Das andere Zeitalter Justinians). Allerdings gelangen drei spektakuläre außenpolitische Erfolge – der Sieg über die Ostgoten, die Eroberung von Teilen Spaniens und der Friedensschluss mit Persien – noch am Anfang der 550er bzw. 560er Jahre, so dass man den Einschnitt der Jahre um 542 vielleicht auch nicht überbewerten sollte. Ostrom war am Ende von Justinians Regierungszeit zweifellos wieder die Vormacht im Mittelmeer, ganz nach dem antiken Reichsideal, allerdings erkauft mit hohen Opfern.
In der Zeit Justinians wurde in vielen Bereichen der Weg für das Byzantinische Reich bereitet, auch wenn dies noch ein langer Prozess sein sollte. Insbesondere zu Beginn seiner Regierung war das Reich noch klar römisch, zum Ende hin ist eine Zunahme der „byzantinischen“ Züge (gerade im religiösen Bereich) zu erkennen. Die Verwaltung des Reiches hielt unter Justinian allerdings zumeist noch an der typisch spätantiken Teilung von militärischer und ziviler Gewalt fest, und auch die zunehmende Verdrängung der lateinischen Sprache aus Verwaltung, Militär und Gesellschaft war bei Justinians Tod noch nicht abgeschlossen. Ein Wechsel deutete sich bereits an, doch der endgültige Bruch mit den antiken Traditionen erfolgte erst im Verlauf des siebten Jahrhunderts.
Die Frage, inwiefern der Kaiser für die Rückschläge und Katastrophen, die das Reich in seinen späteren Jahren und nach seinem Tod trafen, tatsächlich persönlich verantwortlich war, kann durchaus unterschiedlich beantwortet werden. Vielleicht sollte man den faktischen Handlungsspielraum eines spätantiken Herrschers nicht überschätzen und Justinian als einen innerhalb dieses Rahmens ungewöhnlich engagierten und fähigen Monarchen betrachten – als den letzten römischen Kaiser, der diesen Namen wirklich mit Recht trug und der das Imperium Romanum noch einmal zur Vormacht der Mittelmeerwelt machte. Zwar darf man auch den sukzessiven Zusammenbruch der justinianischen Ordnung bald nach seinem Tod nicht außer Acht lassen, doch Forscher wie Chris Wickham haben jüngst betont, dass der Kaiser am Ende seines Lebens eine beachtliche Bilanz hinterlassen habe, während die Annahme, seine Politik habe die Kräfte des Imperiums entscheidend überfordert, kaum zu beweisen sei und sich nur aus der Rückschau ergebe. Der Ausgang der Diskussion ist offen.

### Primärquellen
- Prokop zum Nika-Aufstand (englisch)
- Prokop zum Ausbruch der Pest (englisch)
- Prokops Geheimgeschichte in einer englischen Übersetzung
- Marcellinus Comes, Chronicon (lateinisch)
- Corpus Iuris Civilis (lateinisch, ohne Novellen)
- Novellae Iustiniani (Memento vom 7. Juli 2005 im Internet Archive) (lateinisch)

### Allgemeine Links zu Justinian
- James Allan Evans: Kurzbiografie (englisch) bei De Imperatoribus Romanis (mit Literaturangaben) Mittlerweile aber bereits teils veraltet.
- Justinian on the Net (Memento vom 17. März 2015 im Internet Archive)
- Helene Pawlitzki: 11.11.0565 - Todestag von Kaiser Justinian I. WDR ZeitZeichen vom 11. November 2015 (Podcast, 14:44 min).